# 588 Ахіллес
588 Ахіллес (588 Achilles) — троянець Юпітера, відкритий 22 лютого 1906 року Максом Вольфом у Гейдельберзі.
Тіссеранів параметр щодо Юпітера — 2,946.